# مقاطعة تربة حيدرية
مقاطعة تربة حيدرية أو مقاطعة تربت حيدريه (بالفارسية: شهرستان تربت حيدريه)؛ هي إحدى مقاطعات الرئيسية في محافظة خراسان رضوي الإيرانية وحسب إحصاءات سنة 2006، بلغ إجمالي السكان في المقاطعة 261917 نسمة.

## تقسيم إداري إيراني
- قسم

## وصلات خارجية
- إدارة مقاطعة تربت حيدريه[وصلة مكسورة]
- بلدية تربت حيدريه
- إدارة تعليم تربت حيدريه نسخة محفوظة 25 أبريل 2013 على موقع واي باك مشين.